# Торжинский, Иван Алексеевич
Иван Алексеевич Торжинский (1915—2000) — подполковник Советской Армии, участник Великой Отечественной войны, Герой Советского Союза (1945).

## Биография
Иван Торжинский родился 22 декабря 1915 года в селе Арбузинка (ныне — Николаевская область Украины) в семье ананьевского мещанина Алексея Гордеевича Торжинского и Пелагеи Корниловой Хилевой. После окончания семи классов школы и зооветеринарного техникума работал заведующим складом. В сентябре 1937 года Торжинский был призван на службу в Рабоче-крестьянскую Красную Армию. В декабре 1942 года он окончил Сталинградское танковое училище. С июля 1943 года — на фронтах Великой Отечественной войны. В боях два раза был ранен и контужен.
К октябрю 1944 года капитан Иван Торжинский командовал танковой ротой 84-го танкового полка 63-й механизированной бригады 7-го механизированного корпуса 2-го Украинского фронта. Отличился во время освобождения Венгрии. 6 октября 1944 года рота Торжинского одной из первых вошла в город Эндрёд и приняла активное участие в боях за его освобождение, нанеся противнику большие потери.
Указом Президиума Верховного Совета СССР от 24 марта 1945 года за «образцовое выполнение боевых заданий командования на фронте борьбы с немецкими захватчиками и проявленные при этом мужество и героизм» капитан Иван Торжинский был удостоен высокого звания Героя Советского Союза с вручением ордена Ленина и медали «Золотая Звезда» за номером 5957.
После окончания войны Торжинский продолжил службу в Советской Армии. В августе 1960 года в звании подполковника он был уволен в запас. Проживал и работал в Одессе. Скончался 2 августа 2000 года, похоронен на Северном кладбище Одессы.
Был также награждён двумя орденами Красного Знамени, двумя орденами Отечественной войны 1-й степени, орденами Отечественной войны 2-й степени и Красной Звезды, рядом медалей.
Его имя указано в третьем ряду на стеле Героев Советского Союза, которая располагается на Театральной площади в Одессе.

## Семья
- Гордей Торжинский;
  - Роман Гордеевич Торжинский, женат на Марве Ильиничне (урожд. Таранца);
  - Алексей Гордеевич Торжинский — ананьевский мещанин. Женат на Пелагее Корниловне (урожд. Хилевой);
    - Дарья Алексеевна Торжинская (род. 6 ноября 1909 в Арбузинке);
    - Иван Алексеевич Торжинский (1915—2000). Жена — Александра Васильевна;
      - Алла Ивановна Торжинская;